# Lukovica
Lukovica è un comune di 5 316 abitanti della Slovenia centrale.